# کانی میران (مریوان)
کانی میران (مریوان)، روستایی از توابع بخش خاوومیرآباد شهرستان مریوان در استان کردستان ایران است. کانی میران در زبان فارسی به معنی معدن امیران است، همان‌طور که از اسم آن پیداست در زمانهای قدیم انسانهای بزرگ از جمله طبیبان، شاعران، علمای اهل سنت و معماران بزرگی در این مکان می‌زیسته‌اند. اما متأسفانه در زمان ۸ سال دفاع مقدس این مکان پشت خط مقدم قرار گرفته و توسط نیروهای دشمن ویران شده است.
این روستا در دهانه آتشفشانی واقع است که جنس سنگ و خاکهای این محدوده از نوع گرانیت و بیشتر کوارتز می‌باشد، در قسمت پایین کانی میران مجموعه جزایر قوسی با نام «برده بوکان» وجود دارند که سنگ‌های آن بر اثر فرسایش پوست پیازی حالت گرد مانندی پیدا کرده و منظره بسیار دیدنی ایجاد کرده‌اند، پروفسور حاج حسین عزیزی از دانشگاه کردستان سن این سنگ‌های جزایر قوسی را حدود ۴۰۰ میلیون سال تخمین زده‌اند. البته در این مکان در مورد این سنگهای گرد مانند افسانه‌هایی هم در بین افراد محلی وجود دارد.
گفته شده است در کانی میران کوره‌های ذوب طلا که مربوط به سالیان کهن بوده وجود داشته و همچنین در قسمت بالایی روستا زیر سنگهایی که به آن چوغان می‌گویند یک کوزه قدیمی به صورت سالم یا شکسته شده یافت می‌شود این خود نشان از قدمت این روستا را دارد.

## زبان
زبان مردم کوردی (با لهجه سورانی) است.
دین کُردها چه قبل از اسلام و چه در دوره‌های اسلامی با سایر اقوام ایرانی مشترک بوده است. طبق اسناد و آثار به دست آمده قبل از اسلام بیشتر مردم کردستان زرتشتی بوده‌اند و امروزه اکثریت مردم این استان، مسلمان و سنی مذهب بوده و در انجام آداب و مناسک دینی از فقه شافعی پیروی می‌کنند.

## خط و نوشتار
گرچه امروزه خط و نوشتار تمام مردم ایران زمین «فارسی» می‌باشد اما خط و نوشتار «کردی» که خود خط و نوشتاری جدا گانه می‌باشد نیز در این منطقه به کار می‌رود. خط و نوشتار کردی با اعراب عربی می‌باشد که البته بیشتر فارسی نوشته می‌شود. برای نوشتن زبان کردی، غالباً از الفبای عربی – که خود بازماندهٔ خط سریانی آرامی است - استفاده می‌شود.
زبان کردی دارای ۳۴ حرف است:
ئـ، ا، ب، پ، ت، ج، چ، ح، خ، د، ر، ڕ، ز، ژ، س، ش، ع، غ، ف، ڤ، ق، ک، گ، ل، ڵ، م، ن، و، وو، ۆ، ه، ی، ێ
حروف الفبای کردی به دو دستهٔ حروف بیصدا و حروف صدادار تقسیم می‌شوند:
حروف بیصدا
ئـ، ب، پ، ت، ج، چ، ح، خ، د، ر، ڕ، ز، ژ، س، ش، ع، غ، ف، ڤ، ق، ک، گ، ل، ڵ، م، ن، و، ه، ی
حروف صدادار
ا، وو، ۆ، ه، ی، ێ

## آب و هوا
این منطقه شدیداً تحت تأثیر جریان‌های مدیترانه‌ای قرار دارد که به علت کوهستانی‌بودن و برخورد این جریان‌ها ریزش‌های جوی زیادی ایجاد می‌شود. جریان‌های آب و هوایی متأثر از اقیانوس اطلس و دریای مدیترانه که عامل عمده ریزش‌های کشور است ضمن عبور از منطقه و برخورد با کوه‌های زاگرس بخشی از رطوبت خود را به صورت باران و برف از دست می‌دهد.
به‌طور کلی آب و هوای کانی میران سرد و کوهستانی متمایل به معتدل سرد و حتی مدیترانه‌ای است. در طول ۳۵ سال گذشته (بعد از انقلاب) سردترین ماه سال دی ماه و گرم‌ترین ماه تیر ماه بوده است. ریزش برف و باران در این محدوده، باعث گردیده که منطقه یکی از پرآب‌ترین مناطق غرب کشور باشد.

## جمعیت
این روستا در دهستان خاوومیرآباد قرار دارد و براساس سرشماری مرکز آمار ایران در سال ۱۳۸۵، جمعیت آن ۲۷۴ نفر (۵۲خانوار) بوده است.
شغل اکثر مردم این روستا ورود و خروج بار از پایانه مرز باشماق (به دلیل مسافت کمتر از ۵ کیلومتر با پایانه)، کشاورزی، باغداری (بیشتر باغ انگور) و دامداری می‌باشد.

## جامه و لباس
لباس مردم منطقه؛ کردی و به علت کوهستانی بودن، پوشش ساکنین منطقه ویژگی‌های خاص خود را دارد.
پوشش مردم منطقهٔ عمدتاً همان لباس محلی کردی می‌باشد که این لباس یکی از زیباترین، متنوع‌ترین و پوشیده‌ترین پوشش‌هایی است که به نوشتهٔ سیاحان در سفرنامه‌هایشان در سطح فرهنگ مردم دنیا کم‌نظیر است، به‌طوری‌که این لباس در چندین جشنوارهٔ مختلف بین‌المللی مقام اول را کسب نموده است. این لباس همانند زبان کردی دارای تنوع خاص، در مناطق مختلف می‌باشد. لباس زنان کرد نیز از پیراهن‌هایی با رنگ شاد و نسبتاً گشاد «که از شانه تا پا دوخته می‌شود» استفاده می‌کنند.
پوشاک مردان و زنان کرد شامل تن‌پوش، سرپوش و پای‌افزار است. ساخت و کاربرد هریک از این اجزاء، بسته به فصل، نوع کار و معیشت و مراسم و جشن‌ها با یکدیگر تفاوت دارد.